# Cabano
Cabano foi uma cidade no RMC de Témiscouata na região de Bas-Saint-Laurent, no Quebec, Canadá. A 5 de maio de 2010, a cidade de Cabano e Notre-Dame-du-Lac se uniram para formar a cidade de Témiscouata-sur-le-Lac. Em 2016, a população da cidade era de 2438 habitantes.